# 파나마의 주
파나마의 주는 10개가 있다.

## 목록
| 주 이름         | 주도               | 면적 (km2) | 인구 (2010년 기준) |
| 보카스델토로 주 | 보카스델토로       | 4,657.2    | 125,461            |
| 치리키 주       | 다비드             | 6,490.9    | 416,873            |
| 코클레 주       | 페노노메           | 4,949.6    | 233,708            |
| 콜론 주         | 콜론               | 4,575.5    | 241,928            |
| 다리엔 주       | 라팔마             | 11,892.5   | 48,378             |
| 에레라 주       | 치트레             | 2,362.0    | 109,955            |
| 로스산토스 주   | 라스타블라스       | 3,809.4    | 89,592             |
| 파나마 주       | 파나마시티         | 9,166.4    | 1,410,175          |
| 베라과스 주     | 산티아고데베라과스 | 226,991    | 10,587.5           |
| 서파나마 주     | 라초레라           | 464,038    | 2,786.1            |